# 줄러 교구

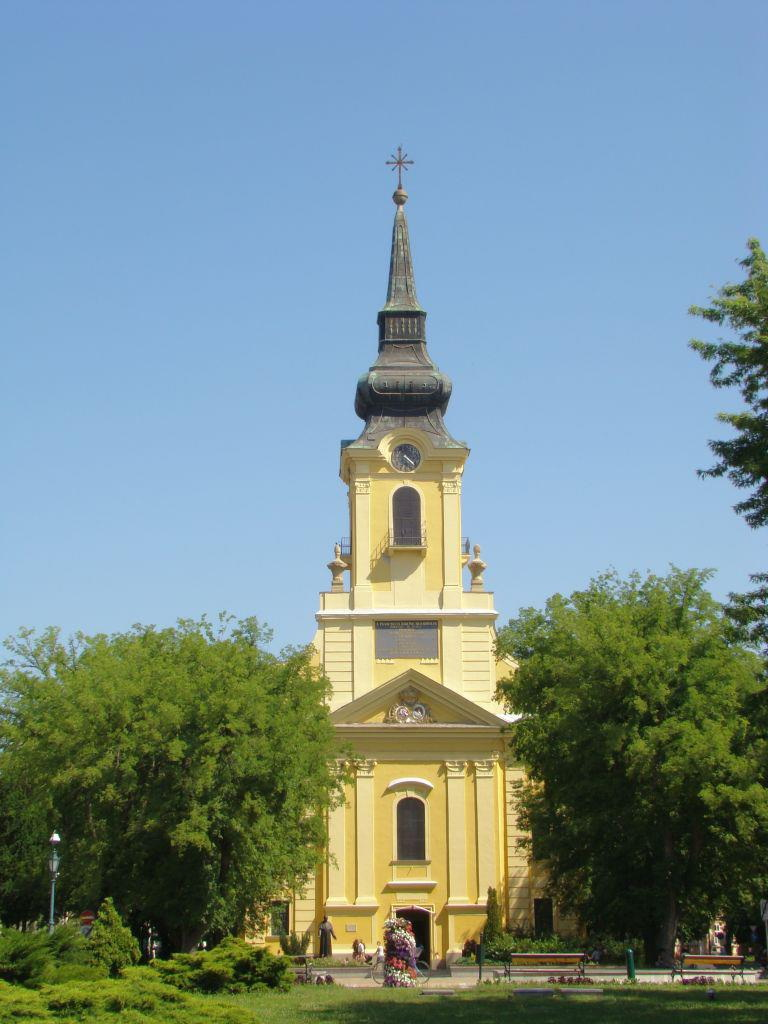
헝가리 줄러에 위치한 성 니콜라우스 루마니아 정교회 성당

줄러 교구(헝가리어: Gyulai Román Ortodox Püspökség, 루마니아어: Episcopia Ortodoxă Română din Gyula)는 헝가리 줄러에 있는 루마니아 정교회의 교구(敎區)이다.

## 역사
줄러 교구는 헝가리에 거류하는 루마니아인를 위해 1999년에 설정되었으며 바나트 대교구에 소속되어 있다. 해당 교구의 중심지는 루마니아-헝가리 국경 근처에 위치한 헝가리 줄러에 소재하고 있다.
초대 주교인 소프로니 드린스크는 1999년 2월 21일부터 2007년 2월 25일까지 재직했으며, 이후 루마니아의 오라데아 교구의 주교가 되었다. 두 번째이자 현임 주교는 2007년 7월 8일에 부임한 실루안 므누이이다. 이 교구는 2009년 바나트 대교구 소속에서 벗어나 루마니아 정교회 총대주교청 직속 교구가 되었다. 2010년 당 교구는 교회 19개, 성직자 15명, 수도원 2개가 소속되어 있다.

## 같이 보기
- 루마니아 정교회